# جون درين
جون وليام درين هو لاهوتي إشتهر بإثنين من أكثر الكتب مبيعا عن الكتاب المقدس، مقدمة للعهد القديم ومقدمة للعهد الجديد (الاثنان تم نشرهم من قبل ليون هودسون في المملكة المتحدة وحصن الصحافة في الولايات المتحدة، وترجمت إلى أكثر من ستين لغة في جميع أنحاء العالم). درس في جامعة أبردين حيث كان طالبا في هوارد مارشال، وهو حاصل على شهادة الدكتوراه من جامعة مانشستر، حيث كان معلمه إف. إف. بروس. تركزت أبحاثه في الدكتوراه عن الغنوصية بالنسبة للفكر المسيحي المبكر وممارسته. أصبح هذا الاهتمام بالروحانية المقصورة على فئة معينة في وقت لاحق جسرا بين دراسته للكتاب المقدس وحرصه على الرسالة المسيحية، مع الإشارة بوجه خاص إلى التغيير الثقافي وظهور روحانية جديدة.

## الإنجازات الأكاديمية
بدأ درين ممارسة العمل الأكاديمي باعتباره واحدا من مؤسسي برنامج الدراسات الدينية في جامعة ستيرلينغ في اسكتلندا، في شراكة مع ستيوارت ساذرلاند والراحل جلين ريتشاردز. وفي بداية هذا القرن تم تعيينه لتدريس اللاهوت العملي في كلية اللاهوت في جامعة أبردين، وبحلول نهاية عام 2004 كان قد استقال من هذا المنصب ويعمل حاليا مستشارا لحسابهم الخاص للعمل مع الكنائس من الطوائف المختلفة في جميع أنحاء المملكة المتحدة، وكذلك على الصعيد الدولي. وهو أيضا أستاذ تابع للدراسات اللاهوتية في فولر اللاهوتي بكاليفورنيا فضلا عن كونه باحثا زائرا في كلية سبورجون في لندن وزميل زائر في كلية سانت جون في دورهام. الدورة الدورة الدراسية في علم اللاهوت والثقافة التي عرضت في أبردين هي الآن جزء من المنهج الدراسي في فولر اللاهوتي، ويدرس أيضا دورات عرضية في قاعة كرنمر في الكلية اللاهوتية الانجليكانية في جامعة درم.

## خدمته المسيحية
اهتمامات درين لم تكن أبدا فكرية وأكاديمية مجردة. وقد تم رسامته كاهنا وله سجل حافل كزعيم مسيحي، ليخدم العاملين في العديد من الهيئات الوطنية الرئيسية في المملكة المتحدة. من 1984 إلى 1990 كان الداعي للجنة بعثة مجلس الكنائس الاسكتلندية، وهو المجلس المسكوني الرسمي لجميع الكنائس الاسكتلندية في ذلك الوقت. وكان في هذا السياق أن بعض أفكارة الإرسالية الأكثر تميزا ولدت لأول مرة، وكانت واحدة من أبرزهم تلك الفترة حدث الاحتفال بعيد الخمسين المسيحي في مهرجان حديقة غلاسكو في عام 1988، الذي استقطب حشدا سجل أكثر من 48000 من الناس والذي حصل على جائزة من الحكومة البريطانية التي حفظت في المحفوظات عمل الكنائس معا في اسكتلندا. لفترة في التسعينات كان رئيسا للفطور الصلاة الوطني لاسكتلندا وهو حاليا الرئيس المشارك للفريق الاستشاري لبعثة اللاهوت، وهي مؤسسة بحثية برعاية مشتركة من قبل كنيسة إنجلترا والكنائس في بريطانيا وايرلندا جنبا إلى جنب. وقد كان ضيف شخصي لجلالة الملكة إليزابيث الثانية في منزلها الإسكتلندي بقلعة بالمورال، في حين يجري أيضا اعتباره شخصا مهما كلاهوتي له مصادر للكنيسة الناشئة في المملكة المتحدة (وهو رئيس مجلس إدارة الخدمة التبشيرية وعضو مجلس مبادرة التعبيرات الجديدة من كنيسة انكلترا).
وهو متزوج من أوليف فليمينغ درين ولديهما ثلاثة أطفال. وهي أيضا حاصلة على دبلوم الدراسات العليا في اللاهوت وزميل زائر في كلية سانت جون بدورهام، فضلا عن كونها أستاذا تابعا في فولر اللاهوتي بكاليفورنيا. ويعملان معا بانتظام في كل من الكنيسة والإعدادات الأكاديمية.

## روابط خارجية
- الموقع الرسمي
- مدونة